# Marcelino
Marcelino García Toral (Villaviciosa, 14 augustus 1965) is een Spaans voormalig voetballer en huidig voetbalcoach.

## Spelerscarrière
Marcelino is een jeugdproduct van Sporting Gijón. Na vier seizoenen in het eerste elftal van Gijón trok hij in 1989 naar Racing Santander. Daarna speelde hij nog voor UD Levante en Elche CF. In 1994 zette hij op achtentwintigjarige leeftijd een punt achter zijn spelersloopbaan.

## Interlandcarrière
Marcelino speelde zeven interlands voor Spanje –21, maar kwam nooit in actie voor het Spaans voetbalelftal.

## Trainerscarrière
In 1997 begon Marcelino als coach bij CD Lealtad. Een jaar later trok hij naar Sporting Gijón, waar hij vijf jaar het B-elftal zou coachen. In 2003 werd hij aangesteld als coach van het eerste elftal. Nadien coachte de Spanjaard Recreativo Huelva, Racing Santander, Real Zaragoza, opnieuw Racing Santander en Sevilla. In januari 2013 werd hij aangesteld als coach van Villarreal CF. Enkele maanden later promoveerde Marcelino met Villarreal naar de Primera División. De Spanjaard werd in 2017 aangesteld als hoofdcoach van Valencia CF. De coach bracht Valencia terug in de Champions League en won in 2019 ten koste van Barcelona de Copa del Rey. In september 2019 werd hij na een conflict met de clubeigenaar de laan uit gestuurd. Begin januari 2021 ging Marcelino aan de slag als hoofdcoach bij Athletic Bilbao, waar hij de ontslagen Gaizka Garitano opvolgde en een contract tekende tot medio 2022.